# アルネ・ホール

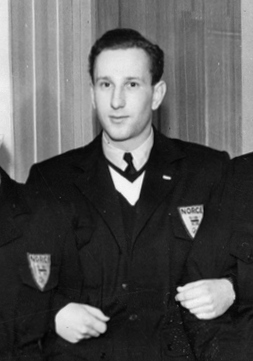

アルネ・ホール（Arne Hoel、1927年4月5日 - 2006年9月10日）は、ノルウェー、Skoger出身のスキージャンプ選手。

## プロフィール
1948年のホルメンコーレン大会で優勝、1951年にも優勝した。また1951年のノルウェー選手権では2位となった。
1952年のオスロオリンピックで6位入賞、4年後の1956年コルティナダンペッツォオリンピックでは11位となった。同年のノルウェー選手権でも優勝、これらの功績により1956年のホルメンコーレン・メダルを受章した（同時受章はアルンフィン・ベルクマンとボルグヒルド・ニスキン）。
1958-1959シーズンのスキージャンプ週間では総合3位となり、1959年のホルメンコーレン大会で3度目の優勝を果たした。